# Elezioni parlamentari in Gambia del 2017
Le elezioni parlamentari in Gambia del 2017 si sono tenute il 6 aprile per il rinnovo dell'Assemblea nazionale.
Si è trattato delle prime elezioni parlamentari successive all'insediamento di Adama Barrow alla carica di presidente; l'esito elettorale ha visto la vittoria del Partito Democratico Unito con 31 dei 53 seggi.

## Risultati
| Liste                                                                    | Voti    | %     | Seggi |
| ------------------------------------------------------------------------ | ------- | ----- | ----- |
| Partito Democratico Unito                                                | 142 146 | 37,47 | 31    |
| Congresso Democratico del Gambia                                         | 65 938  | 17,38 | 5     |
| Alleanza Patriottica per il Riorientamento e la Costruzione              | 60 331  | 15,91 | 5     |
| Organizzazione Democratica del Popolo per l'Indipendenza e il Socialismo | 33 894  | 8,94  | 4     |
| Partito di Riconciliazione Nazionale                                     | 23 755  | 6,26  | 5     |
| Partito Progressista del Popolo                                          | 9 503   | 2,51  | 2     |
| Congresso Morale del Gambia                                              | 4 458   | 1,18  | –     |
| Partito della Convenzione Nazionale                                      | 1 773   | 0,47  | –     |
| Partito per la Democrazia e il Progresso del Gambia                      | 1 271   | 0,34  | –     |
| Indipendenti                                                             | 36 251  | 9,56  | 1     |
| Totale                                                                   | 379 320 | 100   | 53    |